# المعهد السويسري للفن المعاصر نيويورك
المعهد السويسري للفن المعاصر نيويورك، هي منظمة مستقلة غير ربحية للفن المعاصر تأسست عام 1986. يقع المعهد السويسري في شارع 38 ماركس في زاوية الاڤينيو الثاني. ويقع شارع ماركس في حي القرية الشرقية في منهاتن.
تشمل المعارض الفنون المرئية والمسرحية والتصميم والهندسة المعمارية، مع برامج عامة تغطي مجموعة واسعة من الموضوعات. يقدم المعهد السويدي دروسًا أسبوعية في البرمجة العامة والتعليم رسوم الدخول مجاناً.
كان في السابق بنكًا، صُمم مبنى شارع 38 ماركس في مبنى الافينيو الثاني بواسطة سيلدورف للمهندسين المعماريين. ويتضمن مساحة للعروض وأرضية تعليمية وبرامج عامة ومكتبة وسطحًا صالحًا للاستخدام. تقع مكتبة المطبوعات الخاصة بسانت مارك في الطابق الأرضي.

## روابط خارجية
- الموقع الرسمي
- المعهد السويسري / الفن المعاصر نيويورك في معهد جوجل الثقافي